# Frank Westerman

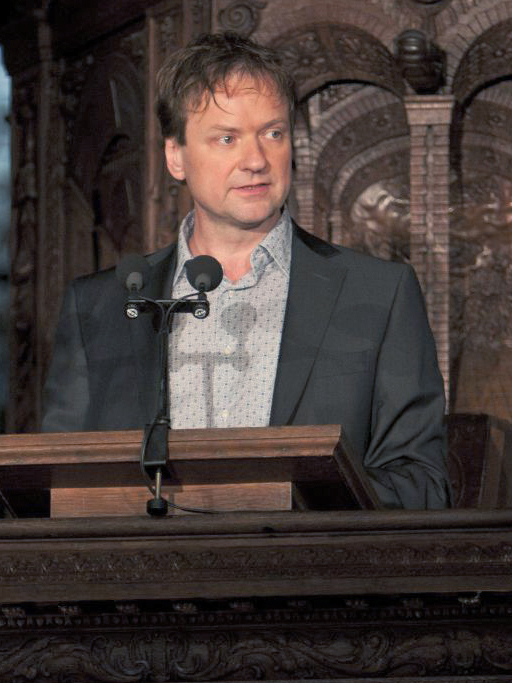
Frank Westerman, 2012

Frank Westerman (* 13. November 1964 in Emmen, Provinz Drenthe, Niederlande) ist ein niederländischer Autor und Journalist.

## Leben
Westerman wuchs in Assen in der Provinz Drenthe in einer niederländisch-reformierten Familie auf. Westermans Vater war ein Landwirtschaftsingenieur. Nach dem Abitur studierte Westerman an der Universität Wageningen das Fach Tropischer Ackerbau. Für seine Abschlussarbeit im Studium ging er 1987 in den Süden von Peru, um dort in der Umgebung von Puno die Bewässerungsmethoden der vorkolumbianischen Aymarabevölkerung in den Anden zu erforschen. Zu dieser Zeit schrieb er seine ersten Reportagen als Journalist.

## Werk
Westerman ging 1992 als Korrespondent der niederländischen Tageszeitung de Volkskrant nach Belgrad und erlebte dort das auseinanderfallende Jugoslawien. Als Berichterstatter der Abendzeitung NRC Handelsblad besuchte er in der Folgezeit die verschiedensten Krisenherde der Zeit. Zusammen mit seinem Journalistenkollegen Bart Rijs war er 1995 als einziger Journalist nach Srebrenica in Bosnien-Herzegowina durchgekommen. Dieses von muslimischen Bosniaken bewohnte Gebiet, das von niederländischen Truppen „geschützt“ werden sollte, von den serbischen Truppen unter General Mladić besetzt wurde. Die Besetzung endete mit dem Massaker von Srebrenica an der männlichen Bevölkerung und anderen Gräueltaten.
Die beiden Journalisten setzten sich in ihrem Buch Srebrenica. Het Zwartste scenario aus dem Jahre 1997 mit dem Thema auseinander, indem sie auf Geheimdokumente und Zeugenaussagen zurückgriffen. In den Jahren 1997 bis 2002 war Westerman Korrespondent in Moskau.
Seit 2002 lebt und arbeitet Westerman ausschließlich als Schriftsteller in Amsterdam.

## Werke
- 2024: Zeven dieren bijten terug. Querido Fosfor, Amsterdam, ISBN 978-90-214-3703-3.
- 2022: Te waar om mooi te zijn. Over kunst, de mens en de natuur. Querido Fosfor, Amsterdam, ISBN 978-90-214-3706-4.
- 2019: De wereld volgens Darp. De nagalm van de Koude Oorlog sinds de val van de Muur. Querido Fosfor, Amsterdam, ISBN 978-90-214-1966-4.
- 2018: Wij, de mens. Singel Uitgeverijen, Amsterdam, ISBN 978-9021412122.
- 2017: In het land van de ja-knikkers. Verhalen uit de polder. Querido Fosfor, Amsterdam, ISBN 978-90-214-0614-5.
- 2016: Een woord een woord.  De bezige bij, Amsterdam, ISBN 978-9023498599.
  - in deutscher Sprache: Reden. Reden? Reden! Spricht man mit Terroristen?, Ch. Links Verlag, Berlin 2016, ISBN 978-3-86153-910-0.
- 2015: De moord opdeboekverkoopster. Fosfor, Amsterdam, ISBN 978-94-6225-137-3.
- 2013: Stikvallei. De Bezige Bij, Amsterdam, ISBN 978-90-234-7865-2.
  - in deutscher Sprache: Das Tal des Todes, Ch. Links Verlag, Berlin 2018, ISBN 978-3-96289-012-4.
- 2012: Daden van licht kaliber. Stichting Collectieve Propaganda van het Nederlands Boek, Amsterdam.
- 2010: Dier, bovendier.
  - ins Deutsche übersetzt von Gerd Busse und Gregor Seferens: Das Schicksal der weißen Pferde: Eine andere Geschichte des 20. Jahrhunderts. C.H. Beck, München 2012, ISBN 978-3-406-63088-0.
- 2007: Ararat.
  - Neuauflage in deutscher Sprache: Ararat. Pilgerreise eines Ungläubigen, Piper Malik National Geographic 2010, ISBN 978-3-492-40380-1.
- 2004: El Negro en ik. Atlas, Amsterdam.
  - in deutscher Sprache: El Negro. Eine verstörende Begegnung, Ch. Links Verlag, Berlin 2005, ISBN 3-86153-368-5.
- 2002: Ingenieurs van de ziel.
  - in deutscher Sprache: Ingenieure der Seele. Schriftsteller unter Stalin. Eine Erkundungsreise, übersetzt von Gerd Busse. Ch. Links Verlag, Berlin 2003, ISBN 3-86153-304-9.
- 1999: De Graanrepubliek.
  - in deutscher Sprache: Das Getreideparadies, übersetzt von Gerd Busse. Ch. Links Verlag, Berlin 2009, ISBN 978-3-86153-550-8.
- 1997: Srebrenica. Het Zwartste scenario, zusammen mit Bart Rijs.
- 1994: De brug over de Tara, neu aufgelegt in aktualisierter und verbreiterter Form 2007.

## Ehrungen und Auszeichnungen
- 2000: Dr. Lou de Jong-Preis für De Graanrepubliek
- 2003: Dr. Wijnaendts Francken-Preis für Ingenieurs van de ziel
- 2004: Jan Greshoff-Preis für die gleiche Veröffentlichung
- 2005: Gouden-Uil-Preis für El Negro en ik, auch nominiert für den AKO Literatuurprijs 2005
- 2017: Bob den Uyl Preis für Een woord een woord.
- 2017: Brusse-Preis für Een woord een woord.